# Gregorio III Laham
Gregorio III Laham BS (en árabe: غريغوريوس الثالث لحام‎, Grīgūryūs al-Thālith Lahām; Daraya, Siria, 15 de diciembre de 1933) es un religioso sirio, miembro de la Orden Basiliana del Santísimo Salvador de los Melquitas (BS) y patriarca de Antioquía de la Iglesia greco-católica melquita entre 2000 y 2017. 

## Biografía
Su nombre de bautismo es Loutfi Laham. Con 11 años ingresa en el Seminario de San Salvador de los Padres Basilianos Salvatorianos en Shuf (Líbano).La profesión de votos simples la hizo en 1949 y los solemnes en 1954 dentro de la Orden Basiliana Salvatoriana. Finalizados sus estudios de postgrado con títulos en teología en Roma, se ordena presbítero en 1959 en la iglesia de la Abadía de Grottaferrata, que está al sur de la ciudad.
El futuro patriarca recibió un doctorado en Teología Oriental por el Pontificio Instituto Oriental de Roma después de su ordenación. Luego desempeñó el cargo de superior del seminario mayor de San Salvador de 1961 a 1964. En este período funda la revista Al-Wahdah - Unidad en la Fe, la primera revista ecuménica que se publicará en árabe.
Fue nombrado administrador del vicariato patriarcal de Jerusalén en 1974, a raíz de la detención israelí de los vicario patriarcal de Jerusalén, el arzobispo Hilarion Capucci de basilianos alepinos (B.A.). Fundó el Fondo de Estudiantes en Jerusalén para ayudar a estudiantes necesitados y en 1978 el Fondo de Asistencia Familiar para ayudar a las familias necesitadas en las zonas de su diócesis. En 1967 fundó en el Patriarcado Oriental la Biblioteca para el fomento del conocimiento de las tradiciones orientales. Además inició muchos proyectos sociales, tales como la reparación de iglesias, apertura de clínicas y la construcción de vivienda popular, incluida una casa de huéspedes para peregrinos en la Centro patriarcal de Jerusalén.
Siguiendo una vieja tradición de más de 900 años, él es el protector espiritual de la ecuménica internacional y Militar Orden Hospitalaria de San Lázaro de Jerusalén al igual que sus predecesores Máximo IV y Máximo V.

## Archiepiscopado
El 9 de septiembre de 1981 fue designado a título personal como arzobispo auxiliar de Jerusalén de los Melquitas y se le concedió la archidiócesis titular de Tarso de los Greco-Melquitas. Fue consagrado por el patriarca Máximo V y así continuar su labor de vicario patriarcal en Jerusalén.
El 29 de noviembre de 2000 fue elegido como titular del Patriarcado de Antioquía y Todo el Oriente, ante la renuncia del patriarca Máximo V Hakim, que con 92 años, se retiraba a causa de problemas de salud. Juan Pablo II le concedió la ecclesiastica communio el 5 de diciembre de 2000. Tomó el nombre de Gregorio en honor del patriarca Gregorio II Youssef, el último de su orden que había sido elegido patriarca (1864-1897).
Gregorio III renunció al patriarcado por motivos personales en 2017, renuncia que fue aceptada por el papa Francisco y hecha efectiva el 6 de mayo de ese año.

## Otras fotografías

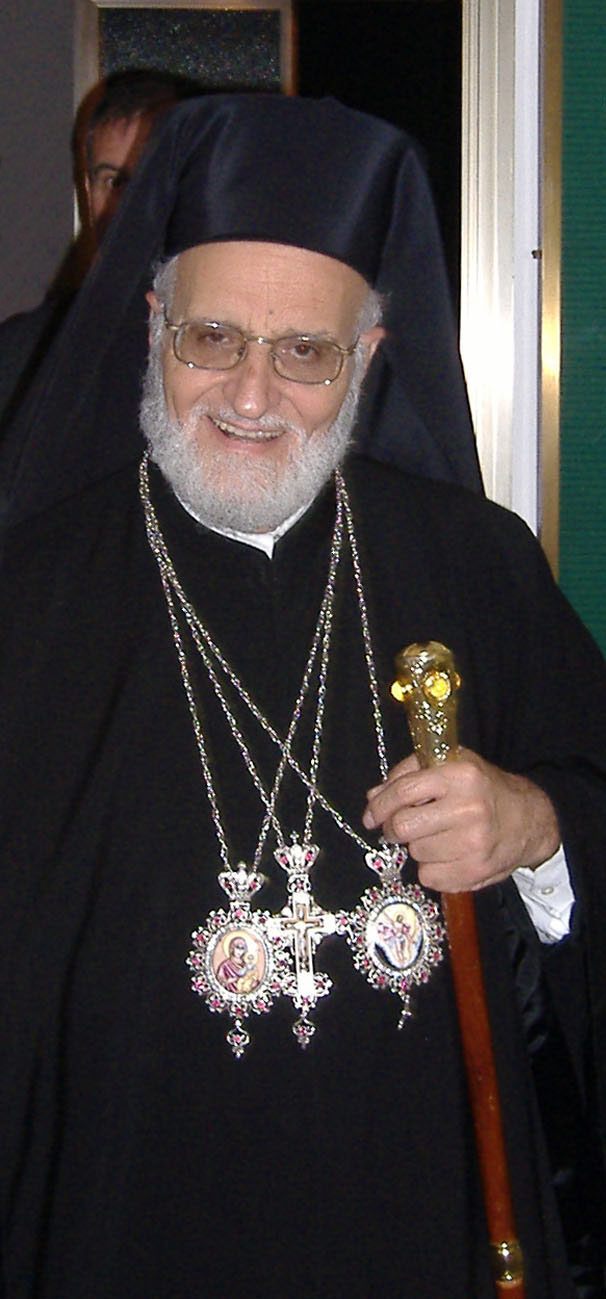
El patriarca Gregorio III durante una visita en Piacenza, Italia, 2006.
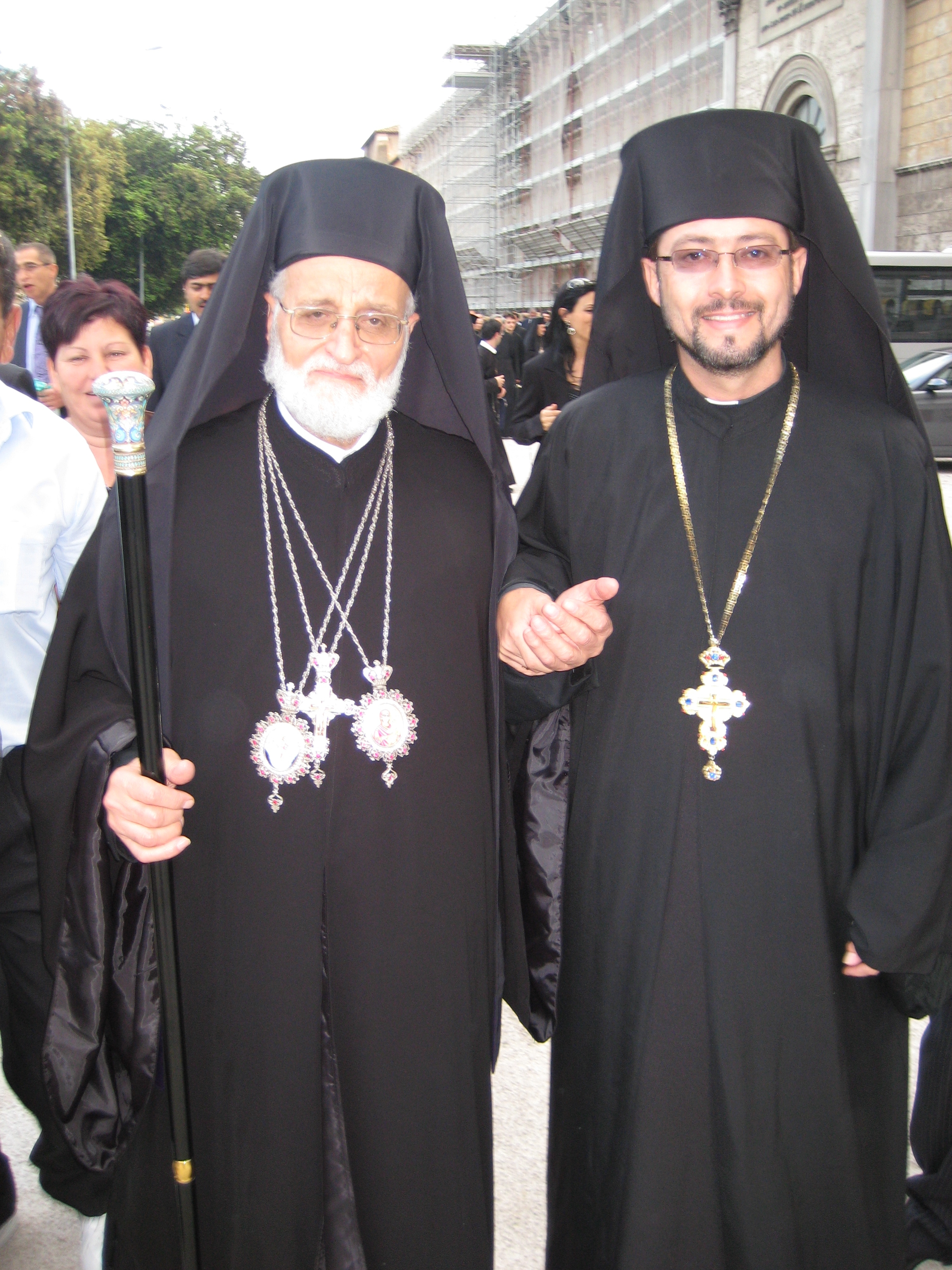
Patriarca Gregorio III en Roma con el ex-archimandrita[4] Theodoro A.C. de Oliveira (mayo de 2008)
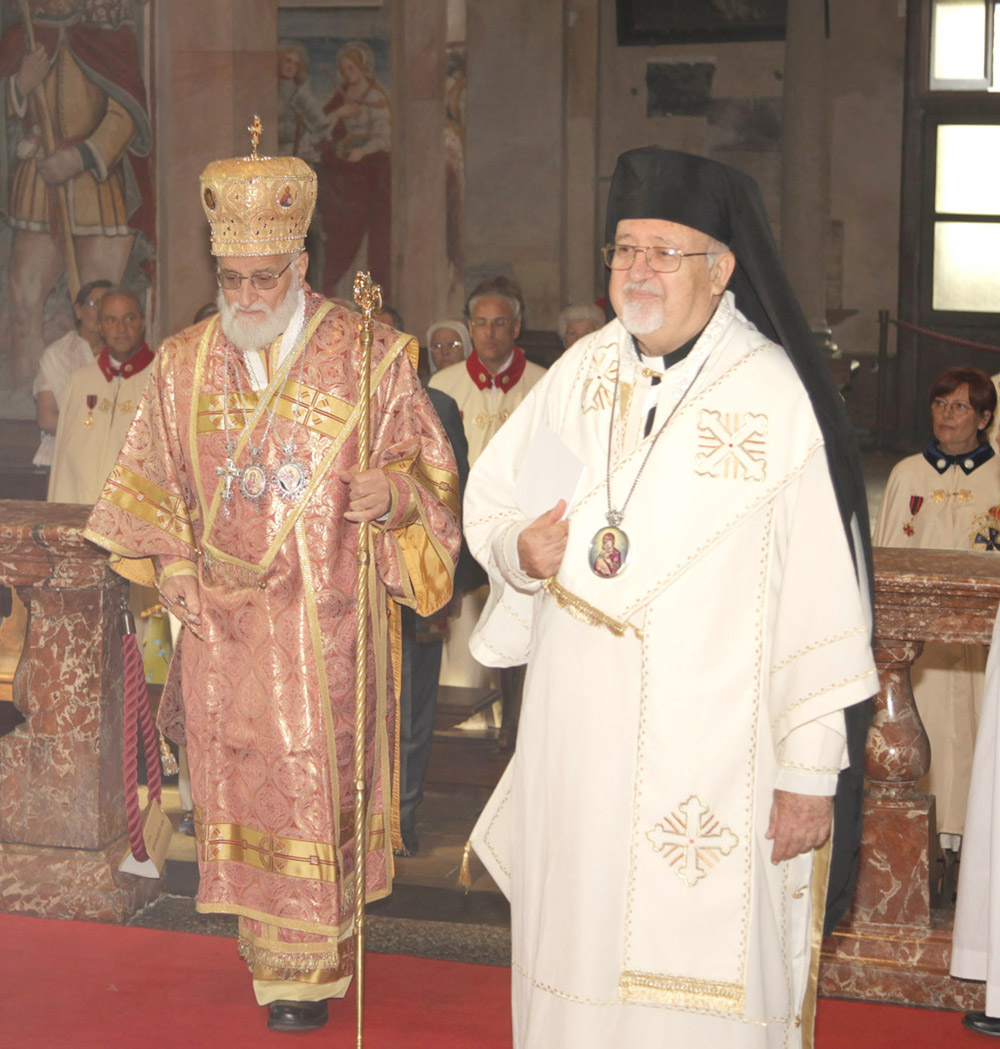
El patriarca Gregorio III y el arzobispo melquita Jules Joseph Zerey, agosto 2009
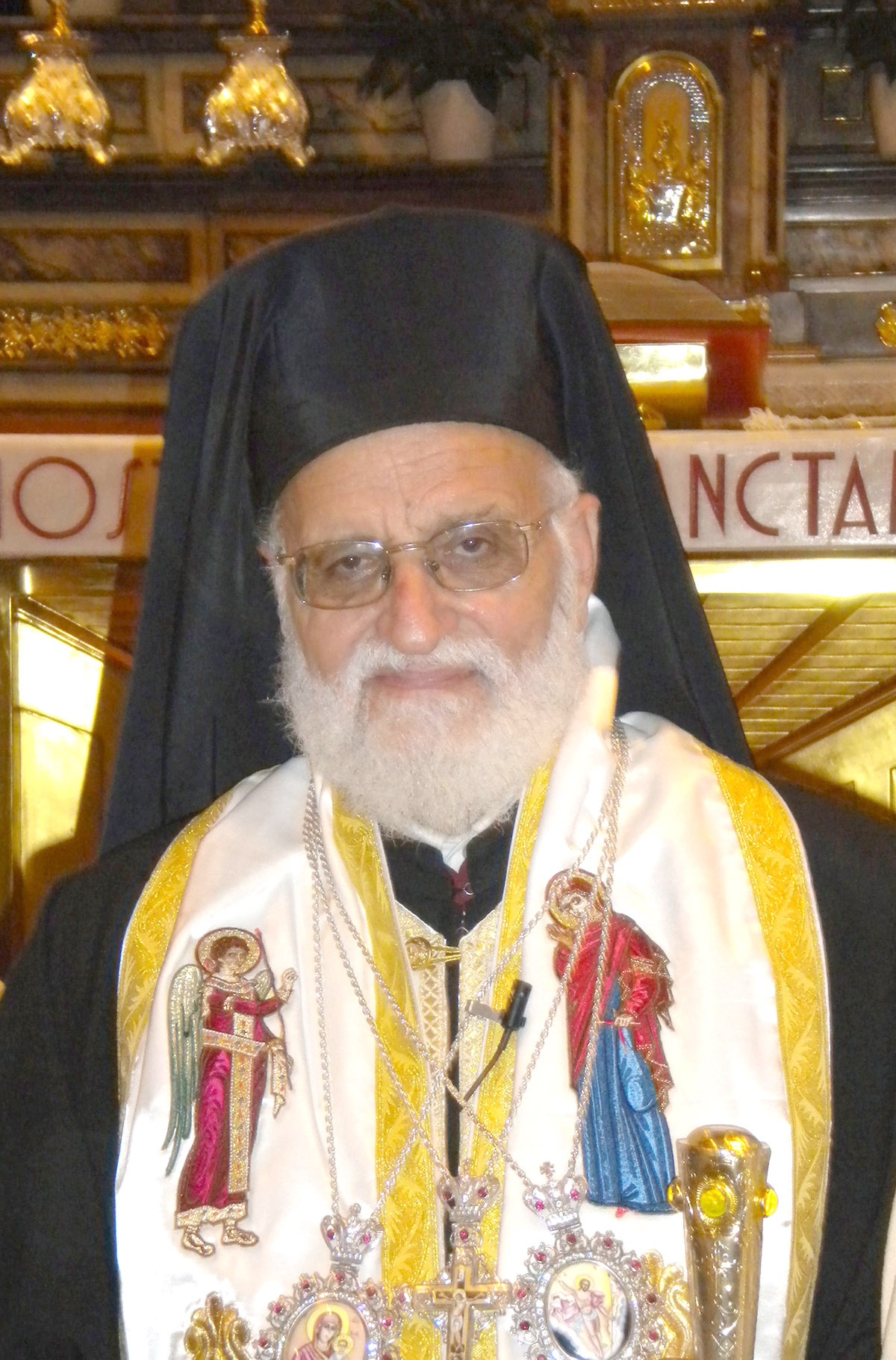
Retrato de Gregorio III

## Otras actividades
Nombrado por el patriarca Máximo V como presidente de la Comisión Litúrgica patriarcal, que editó el Anthologion, el libro dedicado a la oración o el breviario de Iglesia católica melquita y el libro de la Liturgia (misal), un compendio actualizado de la Divina Liturgia. Como secretario de la Comisión Ecuménica del Patriarcado melquita, lideró el diálogo entre el Iglesia greco-católica y la Iglesia ortodoxa de Antioquía.
El 8 de mayo de 2008, junto con otros obispos y Arquimandritas Melkitas, fue recibido en la Ciudad del Vaticano por Benedicto XVI. Repitió esta visita el 15 de marzo de 2012 con Monseñor Mtanius Hadad, rector de la basílica de Santa María in Cosmedin, la iglesia en Roma donde los cristianos greco melquitas celebran la misa en su propio rito.
| Predecesor: Máximo V Hakim | Patriarca de Antioquía y todo el Oriente, Alejandría y Jerusalén de los Melquitas 2000-2017 | Sucesor: José I Absi |